# Prozac : La Maladie du bonheur
Prozac : La Maladie du bonheur est une série télévisée québécoise en onze épisodes de 23 minutes créée par Sophia Borovchyk et Karina Goma, diffusée entre le 7 septembre et le 16 novembre 2010 sur le réseau V. Le thème abordé est la dépression et la recherche constante du bonheur.
Les principaux rôles sont tenus par deux acteurs de la distribution des Invincibles et deux autres de C.A., toutes des séries ayant connu un fort succès au Québec.

## Synopsis
Cette nouvelle série originale québécoise posera un regard à la fois tendre et caustique sur la génération actuelle. À travers les mésaventures existentielles de Philippe, un «winner» trentenaire au bord du précipice, nous suivrons le périple de quelques joyeux dépressifs en thérapie de groupe qui sont prêts à tout pour accéder au bonheur. Une comédie dramatique qui nous entraînera dans leur quotidien sans gêne et sans retenue.

## Distribution
- Patrice Robitaille : Philippe Roy
- Isabelle Blais : Sophie Lavoie
- François Létourneau : Mathieu Rivard
- Martin Laroche : Bastien
- Sophie Cadieux : Geneviève
- France Castel : mère de Philippe
- Gilles Renaud : père de Philippe
- Louis Morissette : Bruno
- Sophie Faucher : Camille
- François Gadbois : Daniel
- Jean-Pierre Bergeron : François
- Sandrine Bisson : Marie
- Normand Lévesque : oncle Bernard
- Louise Portal : Mireille
- Claude Despins : Sexy-Beef
- Donald Pilon : juge
- Kim Lambert : tatoueuse
- Isabelle Giroux : Anne
- Denis Gravereaux : psychologue de l'urgence
- Emmanuel Charest : médecin
- Marie-Josée Longchamps : Thérèse Bouchard
- Claude Gagnon : gérant de la banque
- Claude Lemieux : rédacteur en chef
- Caroline Binet : Sarah
- Mireille Thibault : tante Madeleine
- Pierre Mailloux : client
- Paul Stewart : Gérard
- Marie-Noëlle Riddez : cliente quincaillerie
- William Pelletier : camelot

## Fiche technique
- Scénaristes : Karina Goma et Sophia Borovchyk
- Réalisation : François Bouvier
- Société de production : Caramel Films

## Personnages

### Philippe Roy
39 ans, éditorialiste dans un grand quotidien, charismatique, intelligent, doué et… dépressif. Philippe a pourtant tout pour plaire. Récipiendaire d’un nombre record de bourses et de récompenses, le salon de banlieue de ses parents est noyé sous les trophées et diplômes qui témoignent de ses innombrables exploits. Philippe est ce qu’on appelle un « winner », adulé de tous, couvé par ses parents et adoré par ses deux fidèles amis Sophie et Mathieu. Pourquoi alors est-il si malheureux? En apparence, sa dépression est causée par son plagiat au journal, mais les causes sont plus profondes. D’où vient ce mystérieux mal de vivre qui s’abat soudainement sur lui à l’aube de la quarantaine? C’est ce que Philippe tentera d’élucider tout au long de sa thérapie de groupe.

### Sophie Lavoie
38 ans, meilleure amie de Philippe, journaliste culturelle, brillante, racée, compatissante, talentueuse et… dépendante affective. Depuis une quinzaine d’années, Sophie s’est taillé une place de choix dans le milieu culturel montréalais. Elle connaît tout le monde et tout le monde la connaît. Elle aime tout le monde et tout le monde l’aime. Sa beauté racée, son charisme et son intelligence redoutables sont pourtant très déstabilisants pour la gent masculine. Quant à son insécurité chronique, elle l’amène souvent à s’oublier pour se fondre complètement dans l’univers des hommes qu’elle fréquente. Ainsi, elle collectionne les échecs amoureux comme d’autres les timbres avec toutes les déceptions et désillusions que cela suppose. Car, bien entendu, ni sa singularité, ni sa grande intelligence ne la prémunissent contre le désir si tristement banal de fonder une famille.

### Mathieu Rivard
39 ans, journaliste économique, intelligent, charmant, maladroit, attachant, hypocondriaque et… insécure. Avec Philippe et Sophie, Mathieu forme un trio d’inséparables. Toute sa vie, Mathieu l’a passée dans l’ombre du flamboyant Philippe, une vie de second violon au cours de laquelle les frustrations se sont accumulées à son insu. L’inconscient noyé dans la jalousie, il est surpris de constater que la déroute de Philippe lui procure bien sûr de la tristesse, mais également une certaine allégresse qu’il met du temps à s’avouer. En effet, comment aider un ami qu’on jalouse secrètement? C’est la première fois de sa vie qu’il a le champ libre. Son heure de gloire est peut-être enfin arrivée. Alors qu’il a enfin une chance de se faire valoir, Mathieu se demande tout à coup s’il a ce qu’il faut pour briller à son tour.

### Maman
68 ans, secrétaire de direction à la retraite, ultra sociable, exubérante, maternelle, expressive, excessive et… vivant dans la crainte maladive du jugement des autres. Maman voue une admiration sans bornes à Philippe, son fils unique et adoré. Depuis sa naissance, ...

### Papa
66 ans, policier retraité, bricoleur, solitaire, peu loquace, très fier de son fils et... hypersensible. Papa vit dans l’ombre de Maman; elle est sociable et verbomotrice, il est sauvage et renfermé, elle carbure aux bains de foule, il n’est bien que dans...

### Marie
40 ans, compagne de thérapie de Philippe, charismatique, énigmatique, manipulatrice, imprévisible, brillante et… borderline. Marie collectionne compulsivement les aventures comme les thérapeutes. Sa grande impulsivité l’amène à s’engager...

### Mireille
55 ans, compagne de thérapie de Philippe, joviale, maternelle, dévouée, volontaire, et… exaspérante. Mireille impose sa gentillesse aux autres, de gré ou de force. Elle séduit et agace par ses excès et ses débordements. Sans se l’avouer, ...

### François
62 ans, généreux, charmant, égocentrique, chaleureux et… bipolaire. Chanteur de charme au talent approximatif, François n’a jamais vraiment réussi à faire décoller sa carrière et sa bipolarité est loin de lui faciliter la tâche....

### Daniel
28 ans, compagnon de thérapie de Philippe, intelligent, méticuleux, empathique, sensible et… anxieux social. Informaticien, Daniel vit en retrait, absolument terrifié à l’idée d’entretenir des relations avec qui que ce soit. Il est hypersensible...

### Camille
52 ans, psychologue, affirmée et épanouie, elle adore son métier. Après 25 ans de pratique, elle se surprend encore à apprécier chacune des séances qu’elle dirige. Un lieu privilégié où les désirs, les pulsions, les...

### Bastien
39 ans, intègre, généreux, attentionné et… un peu maladroit. La vie de Bastien, tourne autour de deux choses : Capitaine Poulet, la chaîne de rôtisseries qu’il vient de mettre sur pied et Sophie, avec qui il a été brièvement...

### Geneviève
34 ans, maternelle, organisée, généreuse, et… contrôlante. Hygiéniste dentaire, Sophie est en couple avec Mathieu depuis le CEGEP. Mathieu est le premier et le seul homme dans la vie de Sophie. Depuis quelques années, elle souffre du fait que leur couple...

### Bruno
36 ans, séduisant, charismatique, intelligent et... manipulateur. Bruno a atterri au journal comme journaliste sportif, il y a quelques mois à peine. Son charme incandescent n’est pas passé inaperçu auprès des employées féminines de la salle de...

## Épisodes
La première saison de onze épisodes a été diffusée du 7 septembre au 16 novembre 2010.
Le 8 février 2011, la série a été renouvelée pour une deuxième saison, mais un manque de financement a résulté à l'annulation de la série. Huit épisodes avaient déjà été écrits.